# Adolf Friedrich (Maler)

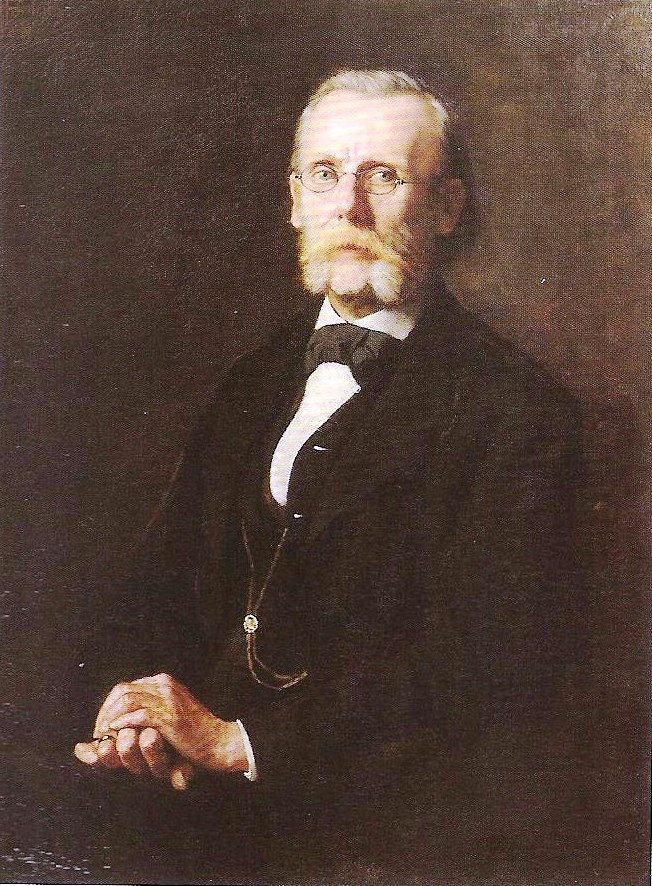
Harald Friedrich: (Gustav) Adolf Friedrich, 1879

Gustav Adolf Friedrich (* 23. Dezember 1824 in Dresden; † 4. Januar 1889 ebenda) war ein deutscher Maler und der Sohn von Caspar David Friedrich.

## Leben
Adolf Friedrich wurde als viertes Kind des Malers Caspar David Friedrich und dessen Frau Caroline geboren. Die Familie förderte sein künstlerisches Talent. So konnte er bereits als 15-Jähriger ein Studium an der Dresdner Kunstakademie aufnehmen, belegte dort Fächer wie Landschafts- und Tierzeichnen sowie Porträt- und Historienmalerei. Seine Lehrer waren Ludwig Richter, Friedrich Matthäi, Ferdinand Hartmann, Carl Christian Vogel von Vogelstein und Johann Karl Ulrich Bähr. Nach dem Tod seines Vaters im Mai 1840 stand der Student bis zum Abschluss der Akademie-Studien 1846 unter der Vormundschaft seines Onkels Christoph Friedrich Bommer (1778–1846). 1841 nahm er mit einer Arbeit erstmals an der Akademischen Ausstellung in Dresden teil, ab 1861 bis 1889 waren seine Bilder dort regelmäßig vertreten.
Am 31. August 1856 heiratete der Maler Caroline Therese Lehmann (1828–1914), Tochter des Schankwirtes Johann Gottlob Lehmann aus Dresden. Caroline wurde später eine bekannte Blumenmalerin mit Beteiligung an den Akademischen Ausstellungen. Aus der Ehe ging der einzige Sohn Harald Friedrich (1858–1933) hervor, der ebenfalls Kunst studierte und Hochschullehrer in Hannover wurde. Friedrich wohnte sein Leben lang in Dresden und Umgebung, unternahm aber zusammen mit seiner Familie zahlreiche Reisen unter anderem nach Venedig, Paris, Holland, Dänemark, Tirol, Oberbayern, in die Schweiz und in die großen deutschen Städte.

## Werk
Friedrich war als Porträt-, Genre- und Landschaftsmaler tätig, fertigte Gemälde, Zeichnungen, Aquarelle und Lithographien. In der Mitte des 19. Jahrhunderts galt er als Spezialist für die Pferdemalerei. Noch bis zum Ende seines Studiums orientierte sich der Maler bei den Landschaften stilistisch deutlich am Werk seines Vaters, hatte als Knabe auch dessen Naturstudien kopiert. Ihm sind mehrere Familienporträts zu verdanken. Ab etwa 1850 bediente er den Zeitgeschmack historisierender und idealisierender Landschaftsdarstellungen, malte später vor allem Szenen aus dem bäuerlichen Milieu.
Im Gegensatz zu seinem Vater konnte Friedrich vom Verkauf seiner Genremalerei gut leben. Der Sächsische Kunstverein kaufte zahlreiche seiner Arbeiten, 1877 erwarb auch die Königliche Gemäldegalerie ein Bild. Bekannt sind seine Vorlagen für die Holzschneiderwerkstatt um Hugo Becker in Dresden, unter anderen die Darstellung von Rinderrassen. Friedrich hinterließ ein Werk von mehreren hundert Gemälden, die heute noch zahlreich im Kunsthandel präsent sind. Seine Arbeiten im Museumsbesitz befinden sich vor allem im Pommerschen Landesmuseum Greifswald und in den Staatlichen Kunstsammlungen Dresden.

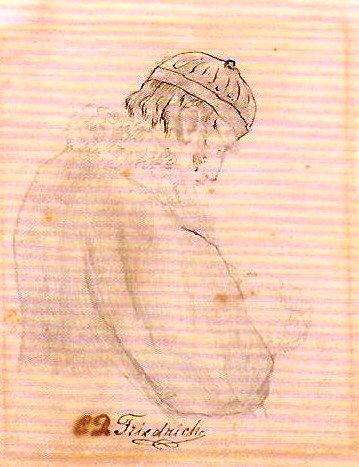
Adolf Friedrich: Bildnis Caspar David Friedrich, 1839
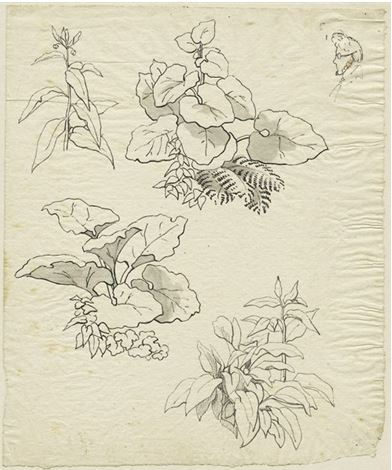
Adolf Friedrich: Studie mit Blattpflanzen (Kopie nach Zeichnung Caspar David Friedrichs), um 1840
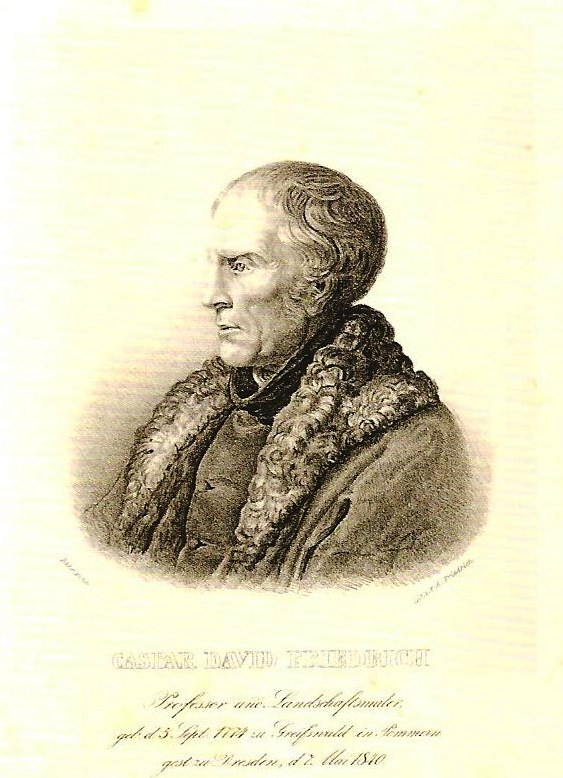
Adolf Friedrich:  Bildnis Caspar David Friedrich, nach 1840
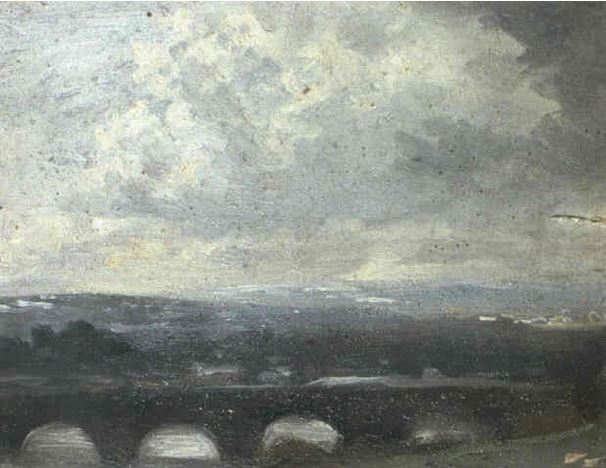
Adolf Friedrich: Die Augustusbrücke Dresden, um 1843
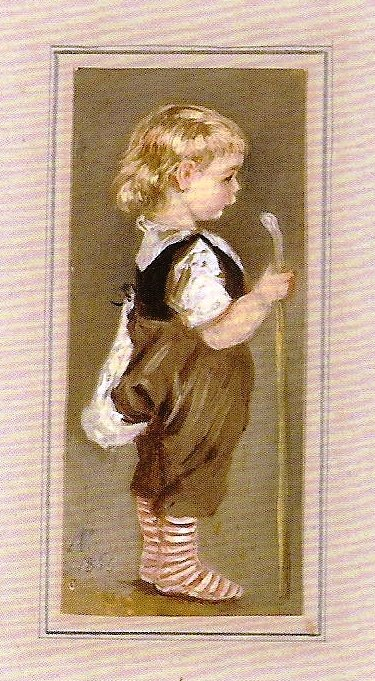
Adolf Friedrich: Bildnis Harald Friedrich als Zweijähriger, 1860
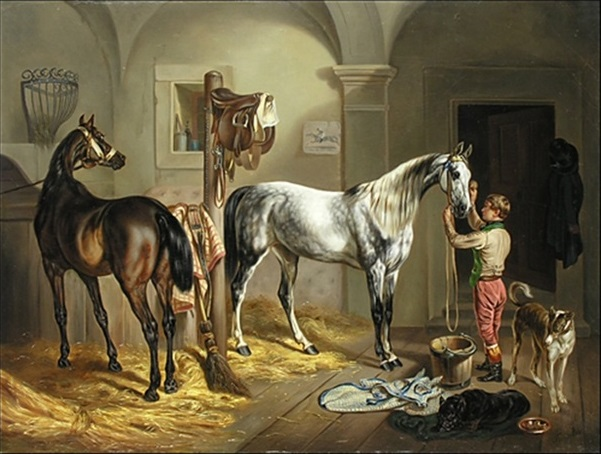
Adolf Friedrich: Im Pferdestall, nach 1860
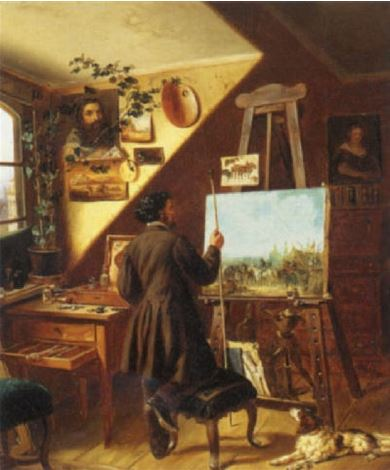
Adolf Friedrich: Gemälde „Der Pferdemarkt“ im Atelier, nach 1860